# Pherbellia vittigera
Pherbellia vittigera är en tvåvingeart som först beskrevs av Malloch 1933.  Pherbellia vittigera ingår i släktet Pherbellia och familjen kärrflugor. Inga underarter finns listade i Catalogue of Life.